# Thunder Road
Thunder Road is een nummer van de Amerikaanse artiest Bruce Springsteen. Het nummer werd uitgebracht als openingstrack van zijn album Born to Run uit 1975.

## Compositie
"Thunder Road" onderging diverse veranderingen tijdens het schrijven, waarbij een vroege titel "Wings for Wheels" heette. De uiteindelijke versie van het nummer gaat over een jonge vrouw genaamd Mary, haar vriend en hun "laatste kans om het echt te maken".
Het nummer opent met een piano, bespeeld door Roy Bittan, en een mondharmonica, door Springsteen. Het nummer wordt geleidelijk harder in instrumentatie, tempo en intensiteit. De titel komt niet voor tot halverwege het nummer, waar het vijf keer genoemd wordt om daarna niet meer voor te komen. Het nummer eindigt uiteindelijk met een duet tussen een tenorsaxofoon door Clarence Clemons en een elektrische piano door Bittan.
In het nummer wordt gerefereerd naar het nummer "Only the Lonely" van Roy Orbison, een van de grootste inspiratiebronnen van Springsteen. De titel van het nummer komt van de film Thunder Road van Robert Mitchum, ondanks dat Springsteen hierover zei: "Ik heb de film nooit gezien, ik zag alleen de poster in de lobby van het theater".
Een opmerkelijk detail in de songtekst van "Thunder Road" is de regel "The screen door slams, Mary's dress sways". Er was lang onduidelijkheid onder fans of Springsteen zingt dat Mary's jurk 'sways' (zwaait) of 'waves' (golft). In 2023 bevestigde Jon Landau, de manager van Springsteen, dat de correcte tekst 'sways' is. Deze correctie zal worden doorgevoerd in officieel materiaal van Springsteen.
Enkele jaren na Born to Run schreef Springsteen een opvolger van "Thunder Road" genaamd "The Promise", waarin de toekomst van de hoofdpersonen wordt beschreven. Het nummer werd opgenomen tijdens de sessies voor Darkness on the Edge of Town uit 1978 en werd vaak live gespeeld tijdens de bijbehorende tournee, maar verscheen niet op het album. In 1999 nam hij het nummer opnieuw op voor het verzamelabum 18 Tracks, voordat de originele studioversie in 2010 eindelijk werd uitgebracht op The Promise.

## Erkenning
Ondanks dat het nummer nooit op single was uitgebracht, werd het in 2004 op de 86e plaats gezet van de lijst The 500 Greatest Songs of All Time van het tijdschrift Rolling Stone.
Het nummer werd vele malen gecoverd,  onder meer door de volgende artiesten; 
- Eric Church
- Melissa Etheridge
- Cowboy Junkies
- Badly Drawn Boy
- Renato Russo
- Frank Turner
- Tori Amos
- Brian Vander Ark
- Nate Ruess
- Matt Nathanson
- Mary Lou Lord
- Bonnie 'Prince' Billy met Tortoise.
- Bob Dylan schreef de titel van het nummer, en vele andere nummers van Springsteen, in het nummer "Tweeter and the Monkey Man" van de Traveling Wilburys. Detail hierbij is dat Roy Orbison ook onderdeel uitmaakte van deze band, maar niet deelnam op dit nummer.
- Kevin Rowland, zanger van Dexys Midnight Runners, nam het op voor zijn tweede soloalbum, My Beauty, uit 1999. Deze versie werd afgekeurd door Springsteen omdat Rowland de tekst had aangepast.
- De Counting Crows voeren vaak delen van de tekst van "Thunder Road" op in het midden van hun nummer "Rain King".
- Springsteen zelf heeft het nummer van 1975 tot op heden meer dan 1500 keer live gespeeld.

## NPO Radio 2 Top 2000
| Nummer met noteringen in de NPO Radio 2 Top 2000 | '07 | '08  | '09 | '10 | '11 | '12 | '13 | '14 | '15 | '16 | '17 | '18 | '19 | '20 | '21 | '22 | '23 | '24 |
| ------------------------------------------------ | --- | ---- | --- | --- | --- | --- | --- | --- | --- | --- | --- | --- | --- | --- | --- | --- | --- | --- |
| Thunder Road                                     | 250 | 1321 | 373 | 384 | 397 | 409 | 240 | 285 | 312 | 304 | 357 | 478 | 482 | 636 | 664 | 633 | 608 | 561 |

1. ↑  Een vetgedrukt getal geeft de hoogste notering aan.
2. ↑  2007 was het eerste jaar met een notering voor dit nummer.

E Street Band: Bruce Springsteen · Roy Bittan · Nils Lofgren · Patti Scialfa · Garry Tallent · Steven Van Zandt · Max Weinberg
Jake Clemons · Charles Giordano · Soozie Tyrell
Voormalige leden: Ernest Carter · Clarence Clemons · Danny Federici · Vini Lopez · David Sancious
Voormalige tourmuzikanten:
Everett Bradley · Barry Danielian · Clark Gayton · Curtis King · Suki Lahav · Ed Manion · The Miami Horns · Cindy Mizelle · Michelle Moore · Tom Morello · Curt Ramm · Jay Weinberg